# Kyla Bremner
Kyla Bremner (* 28. Januar 1977 in Powell River, British Columbia, Kanada) ist eine australische Freistilringerin.

## Karriere
Im Alter von 17 Jahren kam sie an einer kanadischen Universität erstmals in Kontakt mit Ringen. 1998 zog sie nach Australien, wo sie weiter trainierte, für das Land an den Ostasienspielen 2001 sowie an den Ringer-Weltmeisterschaften 2002 teilnahm und die Qualifikationsnorm für die Olympischen Spiele 2004 in Athen knapp verpasste. Als erste australische Ringerin überhaupt fuhr sie zu den nachfolgenden Olympischen Sommerspielen 2008 in Peking. In der Klasse bis 48 kg (Fliegengewicht) bestritt und verlor sie ihren ersten Kampf gegen die am Ende siebtplatzierte Südkoreanerin Kim Hyung-joo. Im Jahr zuvor siegte sie in der ersten Runde der Ringer-Weltmeisterschaften 2007 gegen Sarianne Savola (Finnland), verlor dann aber im Achtelfinale gegen Mayelis Caripá (Venezuela).
Bei den australischen Meisterschaften dieses Jahres setzte sie sich in ihrer Klasse durch und bei den Ringer-Ozeanienmeisterschaften 2007 wurde sie Zweite. Drei Jahre später setzte sie sich bei den Ozeanienmeisterschaften durch und gewann eine Goldmedaille. Eine Knieverletzung hinderte die mittlerweile als Ärztin praktizierende Bremner später im Jahr an der Teilnahme an den Commonwealth Games 2010. Dort hatte sie aus australischer Sicht als aussichtsreiche Kandidatin für eine Goldmedaille gegolten.